# 锑华
锑华（英語：Valentinite）是一种含锑氧化物矿物，化学式为Sb2O3。锑华以正交晶系结晶，通常形成辐射状的自面体晶体簇或纤维团。它呈无色至白色，偶尔带有黄色和红色的阴影或色调。它的莫氏硬度为2.5至3，比重为5.76。锑华是辉锑矿和其他锑矿物的风化产物。它与等轴氧化锑矿物方锑矿是同质异形体。
锑华于1845年首次在法国奥弗涅-罗讷-阿尔卑斯大区伊泽尔省阿勒蒙的Les Chalanches矿中发现。这个特殊的地方曾经生产过这种矿物最好的晶体。在那里发现的最大晶体长达3 cm。聚集在丰富的晶簇中，它们在方铅矿的矿脉中产生。

## 發現
锑华是热液含锑矿脉的风化产物，在矿床上部通过氧化形成次生矿物。它与辉锑矿、自然锑、黄锑矿、黄锑华、红锑矿和黝铜矿有关。
在阿尔及利亚的君士坦丁发现了丰富的锑华矿床。这是唯一一个以矿石形式开采的矿床，含83%的锑。在所有其他位置，它的数量可以忽略不计。